# 維吉尼亞州第十三步兵團
維吉尼亞州第十三步兵團（英語：13th Virginia Infantry Regiment）成立於1861年9月5日，主要戰場位於維吉尼亞州東部。

## 組織
第十三步兵團之指揮為安布罗斯·鲍威尔·希尔，屬石牆傑克森麾下的第二兵團。

## 戰役生涯
此步兵團幾乎參與了維吉尼亞州東部所有的大小戰役:
- 第一次牛奔河之役
- 第一次冷港之役
- 雪松山之役（英语：Battle of Cedar Mountain）
- 第二次牛奔河之役
- 香蒂莉之役（Chantilly）
- Sharpsburg之役
- 第一次弗雷德里克斯堡之役
- 第二次弗雷德里克斯堡之役
- 第二次溫徹斯頓之役
- 蓋茨堡之役
- 莽原之役
- 史波特斯凡尼亞之役
- 細德溪之役
- 阿波馬托克斯郡府之役（Appomattox），這時的第十三步兵團只餘下65人。